# PSK (marque informatique)
Personal-computer Shop Kōchi (パソコンショップ高知, Pasokon Shop Kochi) est une ancienne chaîne de magasins informatiques de la ville de Kōchi (préfecture de Kōchi, Japon), ayant produit et vendu, entre les années 1980 et 1990, des eroge tels que la série Lolita, ainsi que des logiciels système et des jeux d'action sous la marque PSK,.

## Principaux travaux[1]

### Logiciels
- Z-80SEA (pour PC-8001 et PC-8801) : éditeur et assembleur d'écran pour Z80
- P-DOS (pour PC-8001, PC-8801) : Système d'exploitation de disque PSK
- Dokodemo Loader de Nanban Wataru (pour PC-8001 et PC-8801) : chargeur de langage machine
- 1983 - Super Oekaki 2 (pour PC-8801) : logiciel de dessin

### Jeux
- 1982 - PACKN BOY (pour PC-8801) : clone de Pacman
- 1982 - Lolita Yakyuken (pour FM-8 et PC-8801) : eroge[3]
- 1982 - Lolita II : School Chase (pour PC-8801) : eroge[4]
- février 1983 - GALACK : Attack Space Corps Galack (pour PC-8801, FD) : jeu de tir similaire à Galaxian[5]
- août 1983 - STAR STRUCK (pour PC-8801 et FD) : jeu de tir à défilement horizontal[6],[7]
- mars 1984 - IT : INTERNAR TROUBLE (pour PC-8801) : jeu d'action filaire 3D[8],[9]
- juillet 1984 - ALICE (pour FM-8, FM-11 et PC-8801) : eroge[10]
- août 1985 - Yellow Lemon (pour FM-7, FM-77 et PC-8801) : eroge[11]
- janvier 1986 - Final Lolita (pour FM-7, FM-77, FM-11, PC-8801 et PC-9801) : eroge[12]
- juillet 1986 - Cosmo Angel (pour FM-7, FM-77, PC-8801 et PC-9801) : eroge[13]
- décembre 1986 - Christine (pour FM-7, FM-77, PC-8801, PC-9801, X1turbo et FD) : eroge[14]
- décembre 1987 - The Hospital (pour PC-8801 et PC-9801) : eroge[15]
- octobre 1988 - Skapon Tanken-tai: The Enchanted Hunters (pour FM-7, FM-77, FM77AV, PC8801 et mk2SR) : eroge[16]